# Пропп, Владимир Яковлевич
Влади́мир (Ге́рман Вольдема́р) Я́ковлевич Пропп (16 [28] апреля 1895, Санкт-Петербург — 22 августа 1970, Ленинград) — советский филолог, фольклорист, профессор Ленинградского университета. Получил мировое признание, является основоположником сравнительно-типологического метода в фольклористике, одним из создателей современной теории текста. Современные структуралисты считают В. Я. Проппа одним из своих предшественников.

## Биография
Родился 16 (28) апреля 1895 года в Санкт-Петербурге в семье поволжских немцев. Отец — Яков Филиппович (Иоанн Яков) Пропп (1858—1919), управляющий Петербургским отделением торгово-промышленного товарищества Торговый дом «Братья Шмидт», родившийся в селе Гуссенбах (ныне с. Линёво, Волгоградская область). Мать — Анна Елизавета Фридриховна, урожденная Бейзель (?—1942).
В 1913—1918 годах изучал сперва германскую, а затем, с третьего курса, вместо германской русскую филологию на филологическом факультете в Петроградском университете. Впоследствии преподавал немецкий язык в вузах Ленинграда. В годы Первой мировой войны Пропп собирался на фронт, однако в армию студентов не призывали. Тогда он сдал экзамены по анатомии, физиологии, хирургии, работал в лазарете санитаром и братом милосердия.
В послереволюционные годы, в период Гражданской войны и позже (1917—1929) семья Проппов жила в своём доме на хуторе Пропп. За это время Владимир Яковлевич был в отцовском имении несколько раз. В конце 1918 года навестил больного отца, в марте 1919 года приехал уже на похороны Якова Филипповича. На некоторое время остался здесь и работал в поле с родственниками.
Работал школьным учителем в деревне Голый Карамыш в 70 км от хутора.
Затем Пропп вернулся в Петроград. Летом 1923 года он приезжал в бывшее имение с женой.
20 декабря 1929 года в немецкой колонии Гуссенбах Медведицкого кантона началась коллективизация. По акту, составленному ударной бригадой Гуссенбахского сельсовета, имущество Анны Пропп передали в колхоз им. Сталина.
С 1932 года Пропп преподавал и вёл научную работу в Ленинградском университете (ЛГУ). С 1937 года стал доцентом, с 1938 года — профессор филологического факультета ЛГУ, последовательно на кафедрах романо-германской филологии, фольклора и, вплоть до 1969 года, русской литературы; в 1963—1964 годах заведовал кафедрой.
В июле 1941 года как этнический немец едва не подвергся высылке из Ленинграда, а в 1944 — аресту, но оба раза был спасён ректором ЛГУ А. А. Вознесенским.
В период «борьбы с космополитизмом» (1949—1952) преподавал на кафедре этнографии и антропологии исторического факультета.
Был дважды женат. В браке с Серафимой Павловной Соколовой родились дочери Мария и Елена. От брака с Елизаветой Яковлевной Антиповой (1905—1979) — сын Михаил (1937—2018), гидробиолог, заслуженный деятель науки РФ.
Скончался 22 августа 1970 года в Ленинграде в возрасте 75 лет. Похоронен на Северном кладбище.

## Исследование сказки
Самая известная работа учёного — «Морфология сказки» (Ленинград, 1928) — монография, посвященная структуре народных сказок. Исследуя фольклор, ученый выделил в сказках постоянные и переменные элементы. К постоянным он причислил действия, которые совершали персонажи для развития сюжета, и их последовательность. К переменным — отнёс языковой стиль произведений, количество действий и способы их исполнения, а также мотивировки и атрибуты персонажей. Над первым научным трудом Пропп работал 10 лет.
Известные учёные — литературовед Борис Эйхенбаум, этнограф Дмитрий Зеленин, лингвист Виктор Жирмунский — одобрили работу исследователя. Однако большой популярности тогда она не получила.
Пропп выделил повторяющиеся постоянные функции действующего лица (всего 31), положив начало структурно-типологическому изучению нарратива. Работа Проппа оказала значительное влияние на развитие структуралистских исследований мифологических, фольклорных, литературных текстов.
В 1930-е годы Владимир Пропп выступает с докладами по фольклористике. Ученый представлял исследования «Сказочной комиссии» на отделении этнографии при Географическом обществе, на секции фольклора в Институте истории искусств, на секции «Живая старина» в Институте сравнительного изучения литератур и языков Запада и Востока им. Веселовского.
С 1937 года Владимир Пропп работал на кафедре фольклора в ЛГУ, где ему присвоили звание кандидата филологических наук без аттестации и экзаменов, а через год назначили профессором.
Докторской диссертацией ученого стала рукопись книги «Исторические корни волшебной сказки» — продолжение предыдущей монографии.

В этой работе Пропп писал не о структуре сказок, а об их происхождении. Он изучал мифологию первобытных народов и объяснял истоки волшебной сказки в племенных обрядах инициации: их участники также проходили испытания, порой терпели неудачи, потом благополучно выполняли задания и получали «новый облик». Так сюжет любой сказки объяснялся обрядом инициации, в ходе которых дети получали новый статус.
«Морфология» и «Исторические корни» представляют собой как бы две части или два тома одного большого труда. Второй прямо вытекает из первого, первый есть предпосылка второго. <…> Я по возможности строго методически и последовательно перехожу от научного описания явлений и фактов к объяснению их исторических причин".
В работе «Исторические корни волшебной сказки» (Ленинград, 1946) Пропп развивает гипотезу, разработанную Пьерром Сентивом (псевдоним Эмиля Нурри). Пропп видит в народных сказках напоминание о тотемических ритуалах инициации.
Очевидно, что структура сказок имеет характер инициации. Проблема — как выяснить, описывает ли сказка систему обрядов, относящихся к определённой стадии культуры, или же её сценарий инициации оказывается «воображаемым», не связан историко-культурным контекстом, но выражает внеисторическое архетипическое поведение психики.
В качестве примера Пропп обращается к тотемическим инициациям; этот тип инициации был недоступен для женщин, но основным персонажем славянских сказок оказывается как раз женщина: старая ведьма, Баба-Яга. Она выступает посвящающим старшим с точки зрения гипотезы об обрядовом происхождении сказки. А посвящающий, хотя всегда являлся мужчиной, имел символические признаки обоих полов, или даже только женские.
Пропп приводит этнографические данные, показывающие процесс разложения древней тотемической религии и превращения сакральных некогда устных преданий в сказки. Рассматривая этносы, ещё не расставшиеся с тотемизмом (и не имеющие сказок как таковых), находящиеся в процессе его разложения, и современные сказки «культурных» народов, Пропп приходит к выводу о единстве происхождения волшебной сказки.

## Опала
После выхода книги «Исторические корни волшебной сказки» в 1946 году Проппа уволили из Академии наук. Его обвинили в антимарксизме, идеализме и религиозности идей. В журнале «Советская этнография» вышла рецензия «Против буржуазных традиций в фольклористике (о книге проф. В. Я. Проппа „Исторические корни…“)». Здесь учёного раскритиковали за мистицизм, «извращение и фальсификацию истинной картины общественных отношений» и отсутствие опоры на труды Максима Горького — он тоже изучал сказки и считал, что волшебные сюжеты — это мечты людей о лучшей жизни, об изменении реальности. В 1940-е годы это было серьезным обвинением — печатать другие работы автора «антимарксистской книги» никто не решался. За последующие 12 лет после выхода книги Пропп опубликовал лишь три статьи по фольклору, тезисы и статью о проблеме артикля в современном немецком языке.
Место работы после увольнения

## Аграрные праздники и древнерусское искусство
Третью монографию «Русский героический эпос» Пропп издал в 1958 году. Он писал ее 10 лет, то бросая, то снова возвращаясь к работе. Проанализировав тексты всех известных ему былин, ученый нашел связь «развития эпоса с ходом развития русской истории», объяснил многочисленные загадки в былинах, описал специфику былинных героев, раскрыл особенности поэтики этого жанра.
Автор, анализируя фольклор, указывает на аграрный характер славянских праздников и верований, таких как Масленица, Семик. Базисом для книги во многом послужила работа Дж. Фрэзера «Золотая ветвь».
Четвертая монография Владимира Проппа — «Русские аграрные праздники» — вышла в 1963 году. Изучая годовой цикл, сравнивая праздники между собой, ученый пришел к выводу, что частично они состоят из одинаковых элементов, иногда различно оформленных, а иногда тождественных.
В 1960-е годы выходили и другие работы фольклориста: «Об историзме русского эпоса (ответ академику Б. А. Рыбакову)», «Фольклор и действительность», «Об историзме русского фольклора и методах его изучения». В последние годы жизни ученый увлекся древнерусским искусством: иконописью и архитектурой православных храмов. Он собрал тысячи фотографий и зарисовок икон, соборов, церквей, часовен. В планах у Владимира Проппа была работа о систематизации форм православных храмов.
Однако учёный не успел написать очередной масштабный труд. После смерти Владимира Проппа в СССР опубликовали еще две его книги: «Проблемы комизма и смеха» и «Русская сказка».

## Основные труды
- Морфология сказки. — Л.: Academia, 1928.
- Русская сказка. — Л., 1984.
- Исторические корни волшебной сказки. — Л.: Изд-во ЛГУ, 1986. — 364 с.
- Фольклор и действительность. — М.: Наука, 1989. — 233 с.
- Русский героический эпос. — Лабиринт, 2006. — 624 с. — ISBN 5-87604-051-7.
- Проблемы комизма и смеха. Ритуальный смех в фольклоре (по поводу сказки о Несмеяне). (Собр. тр. В. Я. Проппа.) Науч. ред., комм. Ю. С. Рассказова. — М.: Лабиринт, 1999.